# 休閒宮

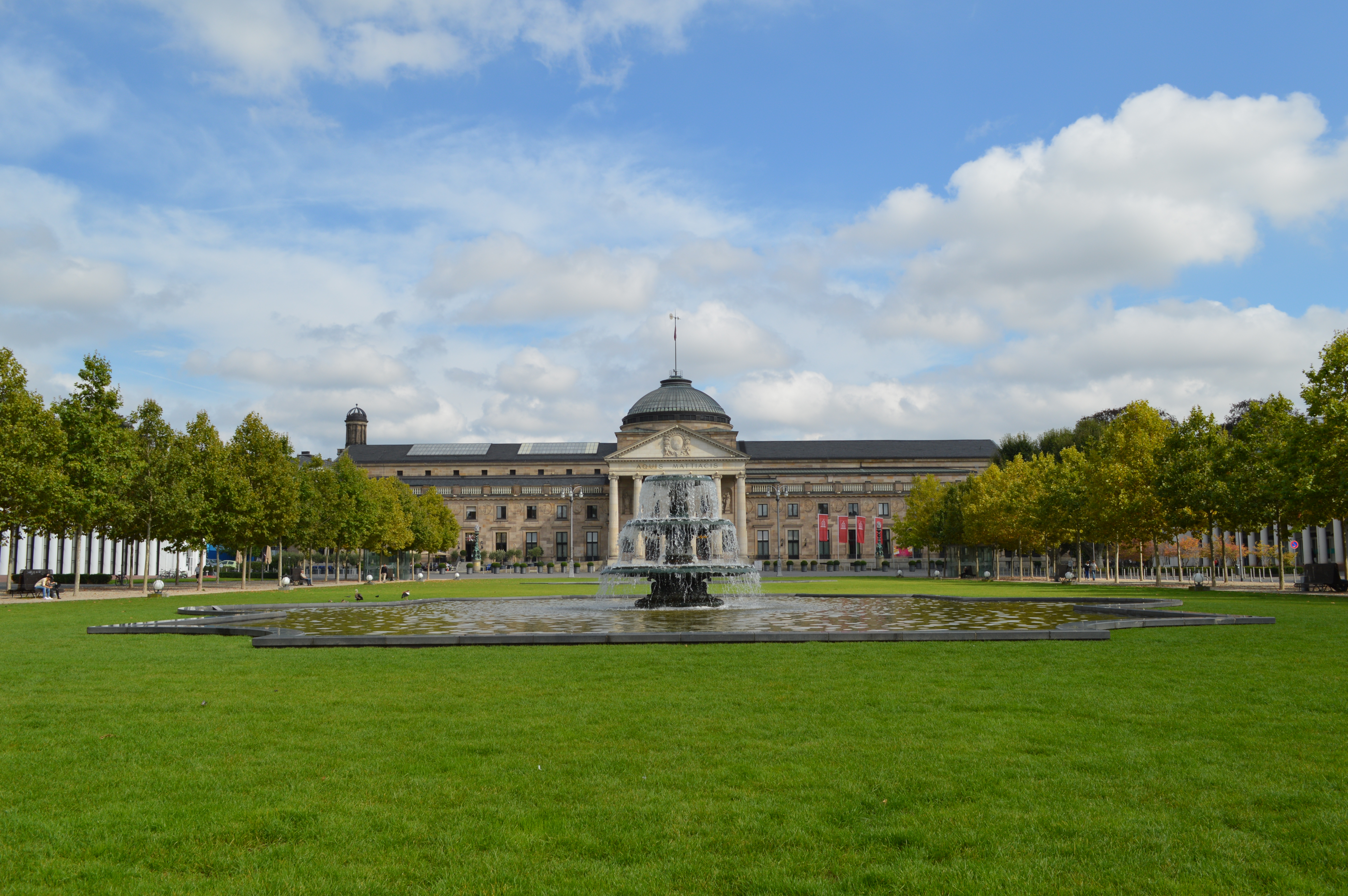
Wiesbaden's spielbank (casino) can be seen behind a fountain of the Bowling Green

休閒宮（德語：Kurhaus）是位於德國黑森州首府威斯巴登的一座溫泉建築。現在是威斯巴登的會議中心，也是許多大型活動的舉辦地。休閒宮除了會議廳和餐廳之外，還有賭場設施。

## 外部連結
- Official site （页面存档备份，存于）
- Spielbank Wiesbaden （页面存档备份，存于）